# Städtisches Gymnasium Wermelskirchen

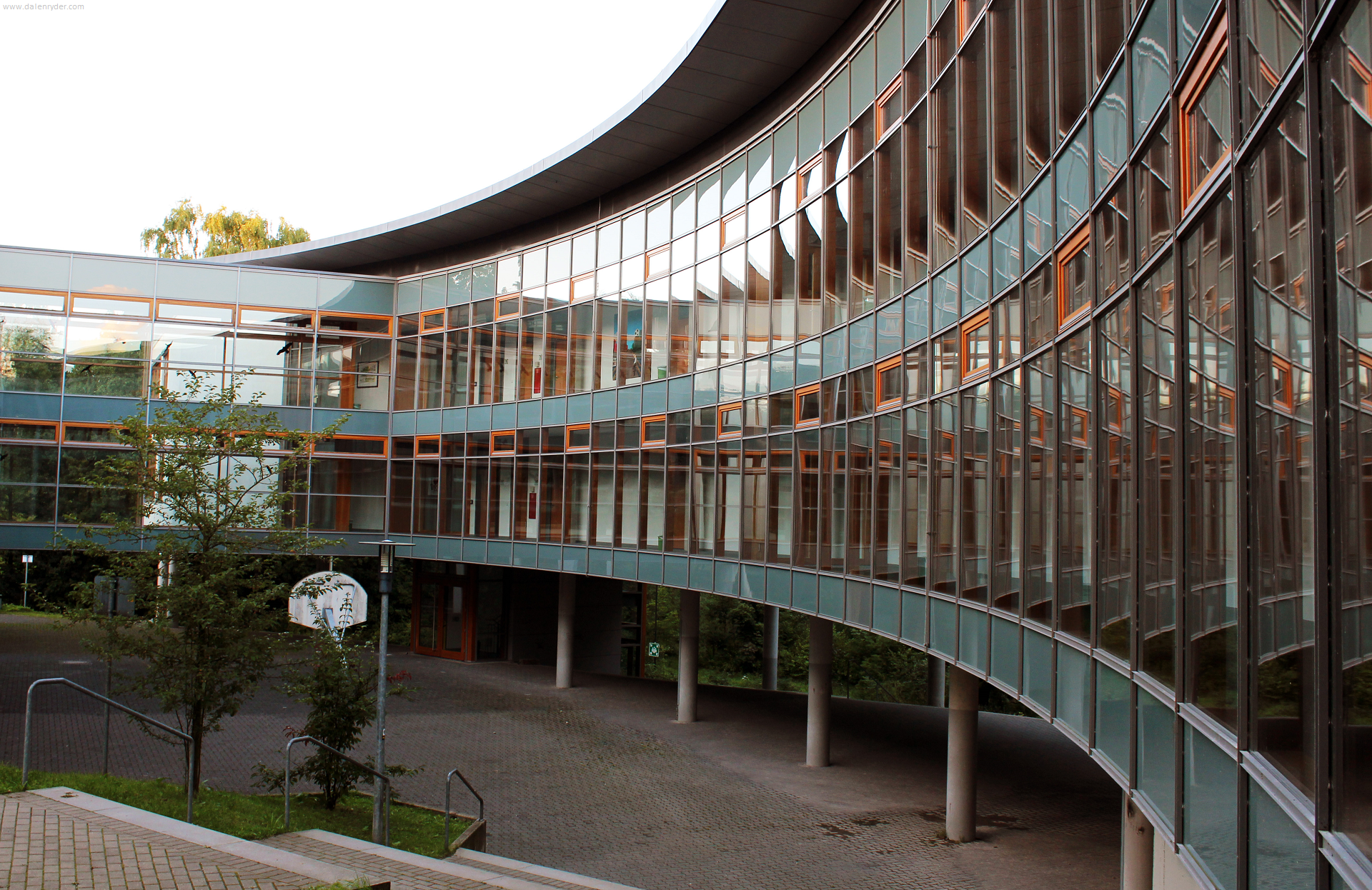
Unterer Schulhof des Städtischen Gymnasiums Wermelskirchen

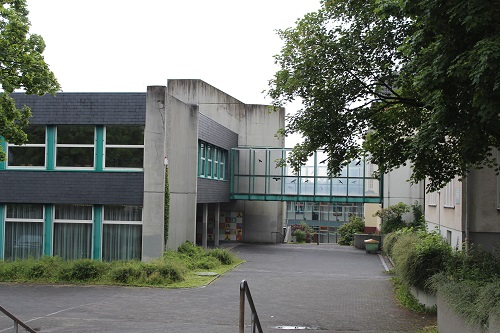
Schulhof und Teil des Hauptgebäudes

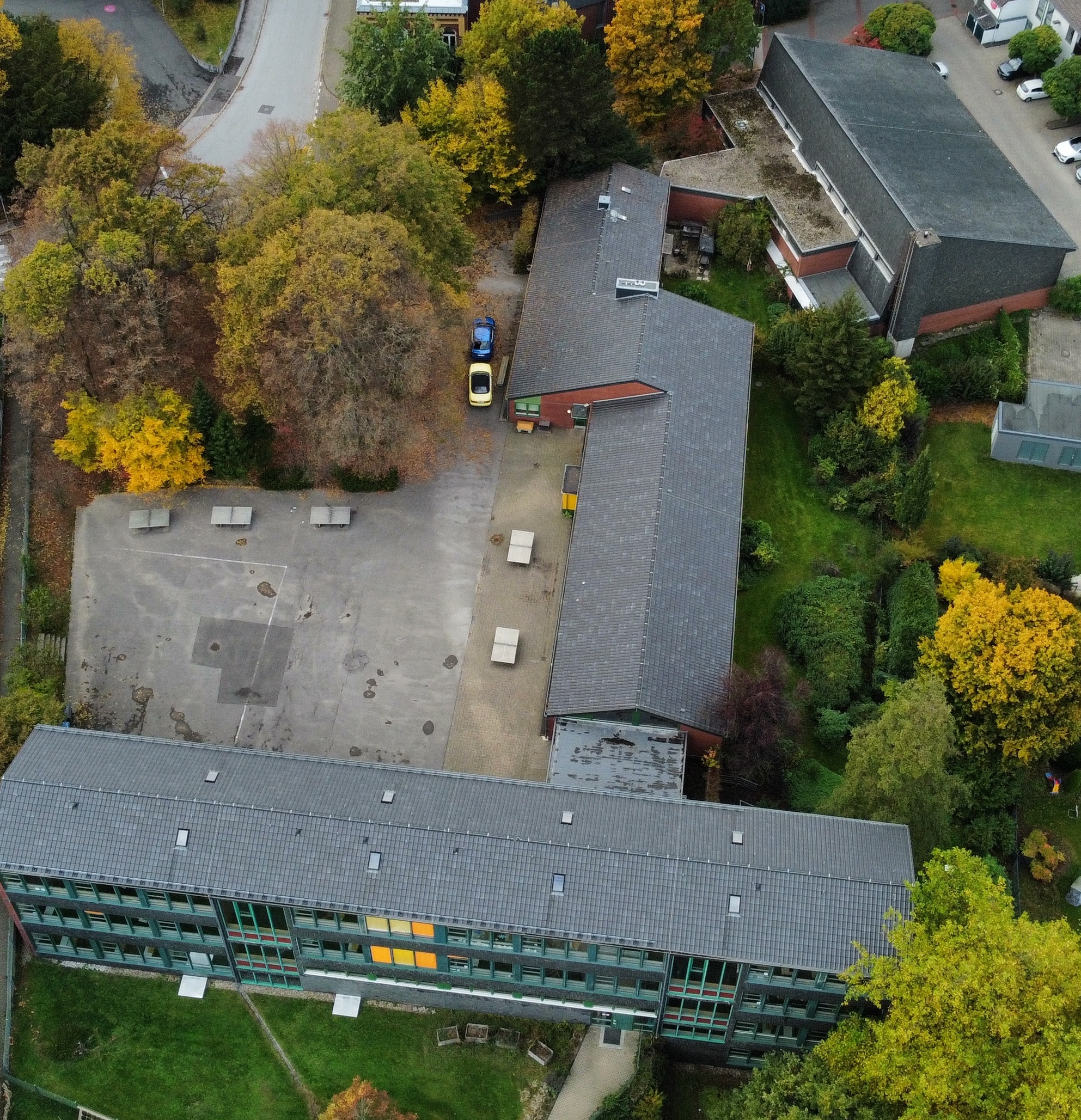
Das Nebengebäude – eigener Bereich für die Klassen 5 und 6

Das Städtische Gymnasium Wermelskirchen in der bergischen Mittelstadt Wermelskirchen existiert seit 1867. Außer dem Hauptgebäude in der Stockhauser Straße 13 für die Jahrgangsstufen 7 – Q2 gibt es ein Nebengebäude in der Schillerstraße 9. Diese ehemalige Grundschule bildet für die Erprobungsstufe, also die Klassen 5 und 6, nach dem Übergang von der Grundschule einen eigenen Bereich. Im Schuljahr 2024/2025 wird die Schule von etwa 950 Schülerinnen und Schülern aus Wermelskirchen und der Umgebung besucht. Zum Schulgebäude gehören eine Mensa, zwei Sporthallen und zwei Schulbibliotheken, davon eine im Nebengebäude, ein naturwissenschaftlicher Trakt sowie ein Oberstufentrakt.

## Projekte/Partnerschaften
Das Gymnasium besitzt keinen künstlerischen, sprachlichen oder naturwissenschaftlichen Schwerpunkt, arbeitet jedoch an vielen Projekten und nimmt an Wettbewerben teil. Seit dem Jahr 2016 ist das Gymnasium MINT-freundliche Schule (MINT = Mathematik, Informatik, Naturwissenschaften und Technik). In den Klassen 9 und 10 werden Differenzierungsfächer wie z. B. Physik-Technik, Mathematik/Informatik, Biochemie, Fremdsprachen oder Deutsch-Geschichte angeboten.
Das Gymnasium nimmt am Landesprogramm Bildung und Gesundheit in Nordrhein-Westfalen teil, dem früheren Netzwerk zur Gesundheitsförderung der Schulen (OPUS-NRW). Im März 2004 wurde der Beschluss zur rauchfreien Schule gefasst. Das Gymnasium arbeitet mit zahlreichen Kooperationspartnern aus Wirtschaft und Sport zusammen. Seit 2024 ist das Gymnasium Partnerschule des Volleyballs.
Das Gymnasium bietet Austauschprogramme an mit Partnerschulen in Loches (Frankreich), Baud (Frankreich), Helsinki (Finnland), Madrid (Spanien) und Union (Boone County), USA.
Am Städtischen Gymnasium Wermelskirchen werden die Fremdsprachen Englisch, Latein, Französisch und Spanisch angeboten.

## Der Förderverein
Der Förderverein sammelt Spenden, um Projekte und Anschaffungen zu unterstützen.
Von diesen Geldern werden zum Beispiel Klassenfahrten mit Zuschüssen unterstützt, Anschaffungen wie naturwissenschaftliche Messgeräte, Sportgeräte, Kunstmaterialien, Musikinstrumente und andere notwendige Utensilien für den Unterricht und eine unbeschwerte Schulzeit bezahlt.

## Bekannte Absolventen
- Christian Lindner (* 1979), Politiker und Bundesvorsitzender der FDP (Abitur 1998)[2]
- Marion Holthaus (* 1973), Bürgermeisterin von Wermelskirchen (Abitur 1992)
- Frank Plasberg (* 1957), Journalist und Fernsehmoderator (Abitur 1975)[3]
- Carolin Butterwegge (* 1974), Politikerin der Linken (Abitur 1993)[4]
- Johannes Vogel (* 1982), Politiker der FDP und ehemaliger Bundesvorsitzender der Jungen Liberalen[5] (Abitur 2001)